# Roger de Barbarin
Émile Roger Thomas de Barbarin (Parijs, 2 juni 1860, aldaar 4 maart 1925) was een Frans schutter. 

## Biografie
de Barbarin kwam uit een militaire familie. Zijn overgrootvader was betrokken bij de Franse revolutie, de grootvader van de Barbarin diende in het leger van Napoleon.
Tijdens de Olympische Zomerspelen 1900 op het onderdeel trap was een barrage noodzakelijk nadat drie schutters zeventien van de twintig kleiduiven raak schoten. de Barbarin trok in de barrage aan het langste eind.

## Palmares
- Olympische Zomerspelen 1900:  trap

1900: Roger de Barbarin ·
1908: Walter Ewing ·
1912: James Graham ·
1920: Mark Arie ·
1924: Gyula Halasy ·
1952: George Genereux ·
1956: Galliano Rossini ·
1960: Ion Dumitrescu ·
1964: Ennio Mattarelli ·
1968: John Braithwaite ·
1972: Angelo Scalzone ·
1976: Donald Haldeman ·
1980: Luciano Giovannetti ·
1984: Luciano Giovannetti ·
1988: Dmitri Monakov ·
1992: Petr Hrdlička ·
1996: Michael Diamond ·
2000: Michael Diamond ·
2004: Aleksej Alipov ·
2008: David Kostelecký ·
2012: Giovanni Cernogoraz ·
2016: Josip Glasnović ·
2020: Jiří Lipták ·
2024: Nathan Hales